# Curionópolis
Curionópolis este un oraș în Pará (PA), Brazilia.